# Barristan Selmy
Ser Barristan Selmy es un personajes ficticio de la saga Canción de hielo y fuego de George R. R. Martin, es uno de los personajes principales de la saga, posee capítulos desde su punto de vista en el libro Danza de Dragones. En la adaptación televisiva de HBO, es interpretado por el actor Ian McElhinney.
Barristan Selmy, apodado «Barristan el Bravo», fue el Lord Comandante de la Guardia Real del rey Robert Baratheon, y uno de los mejores caballeros de los Siete Reinos. A pesar de haber luchado a favor de los Targaryen durante la Guerra del Usurpador, Robert le otorgó su perdón y le nombró Lord Comandante de su Guardia Real.

## Apariencia y carácter
Hombre de inquebrantables valores morales y rectitud, Ser Barristan es descrito como el arquetipo idealizado de la caballería: honorable, cortés, habilidoso espadachín, leal y valiente. Ser Barristan se labró una gran reputación en vida como uno de los mejores caballeros de la historia de Poniente, siendo conocido y respetado por todos. Aun así, Ser Barristan siente una confrontación en su interior, debatiéndose entre lo que considera honorable y lo que considera correcto.
Físicamente, el personaje de Daenerys Targaryen lo describe como un hombre gallardo y atractivo, incluso para su avanzada edad. Afirma que posee una figura digna e imponente, con un aire de majestuosidad.
Ser Barristan idealiza los valores de la caballería, hasta un punto que roza lo ingenuo. Si bien con todas sus virtudes, el personaje de Illyrio Mopatis no lo considera astuto.

Es el código de la caballería, y no la espada, lo que hace a un caballero. Sin honor, en nada se distingue de un vulgar asesino.
Barristan Selmy

## Historia

### Primeros años
Barristan Selmy fue el primogénito de Lord Lyonel Selmy, señor de la Casa Selmy, una de las Casas nobles de mayor importancia en las Tierras de Tormentas. Entró a servir como escudero en la Casa Swann.
A los 12 años, Barristan trató de participar vestido de caballero en un torneo, provocando las risas de los asistentes. El príncipe Duncan Targaryen, hijo del rey Aegon V el Improbable, se apiadó y justó contra él, dándole el apodo de «El Bravo». A los 16 años sería armado caballero tras desmontar al propio príncipe Duncan y al Lord Comandante Ser Duncan el Alto en un torneo en Desembarco del Rey.
Su primera gran hazaña llegó en la Guerra de los Reyes Nuevepeniques, cuando venció y eliminó a Maelys el Monstruoso (último miembro del linaje de la Casa Fuegoscuro) en combate singular. Ser Barristan ganó una gran fama a raíz de aquello, y el rey Jaehaerys II Targaryen le ofreció formar parte de su Guardia Real, a lo que Barristan accedió; el Lord Comandante Gerold Hightower fue el encargado de introducirle. Para ello, Barristan tuvo que renunciar a su puesto como heredero de su padre y a su prometida.

### Guardia Real
Para el 277 DC, el rey era Aerys II Targaryen, el cual fue capturado por Lord Darklyn en la llamada Resistencia de Valle Oscuro. Ser Barristan se infiltró personalmente en la fortaleza y pudo liberar al rey sano y salvo. El rey ordenó la muerte de todos los miembros de las Casas Darklyn y Hollard, aunque por petición del propio Ser Barristan se salvó el pequeño Dontos Hollard.
Años después, un grupo de forajidos conocidos como la Hermandad del Bosque Real comenzó a causar problemas. Ser Barristan se distinguió durante el enfrentamiento contra ellos, salvando a Lady Swann y eliminando a su cabecilla, Simon Toyne. Todo ello le hizo adquirir una fama a Ser Barristan a la altura de los grandes caballeros de la historia de Poniente.
Al estallar la Rebelión de Robert se mantuvo leal al rey Aerys pese a que a la Casa Selmy era vasalla de Robert Baratheon. Fue enviado junto a Ser Jonothor Darry a agrupar a los supervivientes de la Batalla de las Campanas. Posteriormente participó en la Batalla del Tridente liderando el centro del ejército junto al príncipe Rhaegar, pero los realistas fueron derrotados y el príncipe Rhaegar murió a manos de Robert. Ser Barristan quedó gravemente herido y tuvo que ser tratado por el propio maestre de Robert.
En recompensa a la valentía y lealtad de Ser Barristan, el nuevo rey Robert lo perdonó y le nombró nuevo Lord Comandante de su Guardia Real. Barristan siempre mantuvo sus reservas sobre servir al que el consideraba un usurpador del trono, pero respetaba la fuerza y la honorabilidad de Robert y lo sirvió lealmente. Tampoco aprobó que Jaime Lannister siguiera siendo miembro de la Guardia Real. Durante la Rebelión Greyjoy lideró a las tropas realistas que tomaron la isla de Viejo Wyk.

### Juego de Tronos
Cuando el rey Robert visita Invernalia, Ser Barristan se reúne con la comitiva de regreso a Desembarco del Rey. Ser Barristan llega junto a Renly Baratheon y Ser Ilyn Payne con la misión de escoltar al rey de vuelta a la capital.
Durante el Torneo de la Mano, Ser Barristan participa y demuestra que pese a su avanzada edad sigue siendo un gran justador, pues derrota a varios hombres 20 años más jóvenes que él, siendo desmontado por Jaime Lannister.
El rey Robert convoca a su Consejo Privado para discutir el asesinato de Daenerys Targaryen, la cual está embarazada de un khal de los Dothraki. Ser Barristan y la Mano del Rey, Eddard Stark, son los únicos que se oponen a la moción.
Debido a una conjura tramada por la reina Cersei Lannister, el rey Robert será fatalmente herido durante una cacería y muere poco después. En un movimiento nunca antes registrado, el nuevo rey Joffrey Baratheon decide destituir a Ser Barristan acusándole de ser demasiado anciano y responsabilizándole de la muerte de Robert; el rey nombra además a Jaime Lannister como nuevo Lord Comandante y a Sandor Clegane como nuevo Guardia Real. Antes de irse, Ser Barristan se despoja de su armadura y su espada y abandona visiblemente enfadado el salón del trono. Janos Slynt envía dos Capas Doradas a arrestar a Ser Barristan, pero este los elimina y huye con destino desconocido.

### Choque de Reyes
Barristan contacta con el magíster Illyrio Mopatis en Pentos, mientras que en Poniente todos tratan de averiguar a dónde ha ido el anciano caballero y a qué nuevo rey ha decidido jurar su lealtad.
Mientras pasea por Qarth, Daenerys Targaryen percibe que es seguida por dos misteriosos sujetos; uno de ellos evita que Daenerys sea asesinada por una mantícora enviada por un Hombre sin Rostro. Estos dos hombres se presentan bajo los nombres de Belwas el Fuerte y Arstan Barbablanca.

### Tormenta de Espadas
Daenerys parte rumbo a Astapor, y Ser Barristan (aún bajo la identidad de «Arstan») se convierte rápidamente en uno de sus hombres de confianza. Daenerys se sorprende al ver la cantidad de anécdotas y datos que conoce el anciano sobre su padre, el rey Aerys II Targaryen, y sobre su hermano Rhaegar Targaryen. Sin embargo, Jorah Mormont desconfía del recién llegado, del que sospecha que no sea quien dice ser.
Al llegar a Astapor, Arstan desaprueba la compra de Inmaculados, diciendo que Daenerys sólo conquistará los Siete Reinos con soldados y caballeros leales y no con esclavos-soldados eunucos. Cuando Daenerys se ofrece a vender uno de sus dragones a cambio de miles de Inmaculados, Arstan muestra su descontento, pero se sorprende al ver cómo Daenerys se hace con el control de los Inmaculados, de Astapor, y elimina a los esclavistas. Después se dirigen a Yunkai, permaneciendo Arstan junto a Daenerys.
Tras la toma de Yunkai, Daenerys es atacada por Mero, un excomandante mercenario. Arstan salva la vida a la khaleesi matando a Mero, por lo que Daenerys decide nombrarle caballero en recompensa. Sin embargo, en ese momento Arstan revela su verdadera identidad como Ser Barristan de la Casa Selmy. Barristan reconoce su traición a la Casa Targaryen para servir a Robert Baratheon, y ruega el perdón de Daenerys. Pero no solo eso, Ser Barristan también revela que Ser Jorah ha actuado como espía para el rey Robert, informando sobre los pasos de ella desde que entró a su servicio.
Daenerys decide tomar la ciudad de Meereen y para ello envía a Barristan y a Mormont por las alcantarillas de la ciudad, en una misión que ella espera que les cueste la vida. Sin embargo, la operación es un éxito y la ciudad cae en manos de Daenerys cuando los esclavos abren las puertas de la ciudad a sus Inmaculados. Tras la batalla, Daenerys decide perdonar a Ser Barristan, pero no así a Mormont.
Ya establecidos en Meereen, Ser Barristan le habla a Daenerys acerca de la locura de su padre Aerys, creyendo que su hermano Viserys también la tenía, pero no así Rhaegar ni ella misma. Daenerys afirma que se quedará en Meereen y tratará de gobernar como reina con la ayuda del anciano Barristan el Bravo.

### Danza de Dragones
Durante esta obra se revela lo acontecido con Ser Barristan entre su marcha del servicio del rey Joffrey y su llegada a Pentos. Ser Barristan se disfrazó de campesino y asistió a la ejecución de Eddard Stark. Todo ello le hizo replantearse su objetivo: servir al mejor rey. Llegó a la conclusión de que Robert había sido un gran guerrero y caballero, pero un pésimo rey, por lo que él acabaría sus días sirviendo al rey que Poniente se mereciera. Llegó a Pentos, donde contactó con Illyrio Mopatis, el cual había estado al cargo de los jóvenes Viserys y Daenerys Targaryen, con la intención de que este le pusiera en contacto con ella.
En Meereen, la principal labor de Ser Barristan es mantener el orden en una ciudad sacudida internamente entre los libertos e Inmaculados de Daenerys contra la vieja nobleza meereena que se opone a su gobierno. Ser Barristan es también el más cercano consejero de Daenerys, la cual le nombra Lord Comandante y Mano de la Reina.
Ser Barristan comienza a entrenar a jóvenes meereenos para convertirse en caballeros, al creer que Daenerys necesita seguidores honorables y adiestrados. Sin embargo, Daenerys desaparece de forma repentina junto a su dragón Drogon y Ser Barristan tiene que hacerse cargo del gobierno de la ciudad, en una frágil alianza con Skahaz mo Kandaq. Su principal adversario es Hizdahr zo Loraq, el nuevo esposo de Daenerys y rey consorte de Meereen. Con la ayuda de Gusano Gris y de la pequeña Missandei, Ser Barristan trata de acabar con los planes de Hizdahr de entregar la ciudad de nuevo a la nobleza esclavista.
Al poco tiempo se entera de que la ciudad de Yunkai ha enviado un ejército contra Meereen aliada con ciudades como Nuevo Ghis o Volantis.